# Bologna (estación)
Bologna es una estación de las líneas B y B1 del Metro de Roma. Se encuentra en Piazza Bologna, de la que recibe su nombre la estación.
En su entorno se encuentra la Comandancia General de la Guardia di Finanza, la Basílica de Santa Inés Extramuros, las Catacumbas de Santa Inés, el Mausoleo de Santa Constanza y el Teatro Torlonia.

## Historia
Subterránea, fue inaugurada en diciembre de 1990.
La solución técnica adoptada para que hacer que la estación funcionara tanto para los trenes en dirección Rebbibia de la línea principal, como para los del ramal B1 que se dirigieran a Jonio, fue construir un andén común para ambas; mientras que los trenes que viajaran hacia Laurentina se encuentra en un andén un nivel más abajo que los anteriores. Esta técnica fue utilizada, a su vez, para construir las estaciones de la línea A entre Cipro y Valle Aurelia. La construcción del nuevo andén hacia Jonio construido entre enero de 2005 y junio de 2012.
En el atrio de la estación se encuentran algunos mosaicos de los Premios Artemetro Roma Giuseppe Uncini y Vittorio Matino (Italia), Karl Gerstner (Suiza) y Ulrich Erben (Alemania).